# Katalonske zemlje
Katalonske zemlje (katalonski: Països Catalans) je zemljopisno-jezični pojam koji označava teritorije na kojima se govori katalonski, valencijski i balearski jezik.
Teritorij obuhvaća sljedeće krajeve:
- Andora
- Katalonija
- Baleari
- Valencija
- Sjeverna Katalonija,  Francuska